# American Game Cartridges
 (juin 2020).
American Game Cartridge est une ancienne entreprise américaine de développement et d'édition de jeu vidéo. Fondée en 1990, l'entreprise commercialise seulement trois jeux avant de faire faillite en 1994.